# Bolszaja Wierszyna
Bolszaja Wierszyna (ros. Большая Вершина) – wieś (ros. деревня, trb. dieriewnia) w zachodniej Rosji, w sielsowiecie zacharowskim rejonu wołowskiego w obwodzie lipieckim.

## Geografia
Miejscowość położona jest nad ruczajem Dubowiec (dopływ rzeki Ołym), 5 km od centrum administracyjnego sielsowietu zacharowskiego (Zacharowka), 13 km od centrum administracyjnego rejonu (Wołowo), 126 km od stolicy obwodu (Lipieck).
W granicach miejscowości znajduje się ulica Komarowskaja (12 posesji).

## Demografia
W 2012 r. miejscowość zamieszkiwało 7 osób.